# Tony Gustavsson
Tony Gustavsson, né le 14 août 1973 à Sundsvall, est un footballeur suédois devenu entraîneur.